# Bistum Norcia
Das in Italien gelegene ehemalige Bistum Norcia (Nursia) war ein immediates Bistum, welches bereits im 5. Jahrhundert begründet wurde. 1950 noch 28.000 Katholiken in 102 Pfarreien mit 85 Diözesanpriestern, 11 Ordenspriestern und 144 Ordensschwestern zählend, sank seine Zahl bis 1980 auf 14.500 Katholiken in 100 Pfarreien mit 50 Diözesanpriester und 125 Ordensschwestern herab. Lediglich die Zahl der Ordenspriester stieg auf 15 an. 1986 wurde es in das Erzbistum Spoleto eingegliedert, welches seitdem einen Doppelnamen führt.